# Système éducatif au Danemark
 (février 2011).
Si vous disposez d'ouvrages ou d'articles de référence ou si vous connaissez des sites web de qualité traitant du thème abordé ici, merci de compléter l'article en donnant les références utiles à sa vérifiabilité et en les liant à la section « Notes et références ».

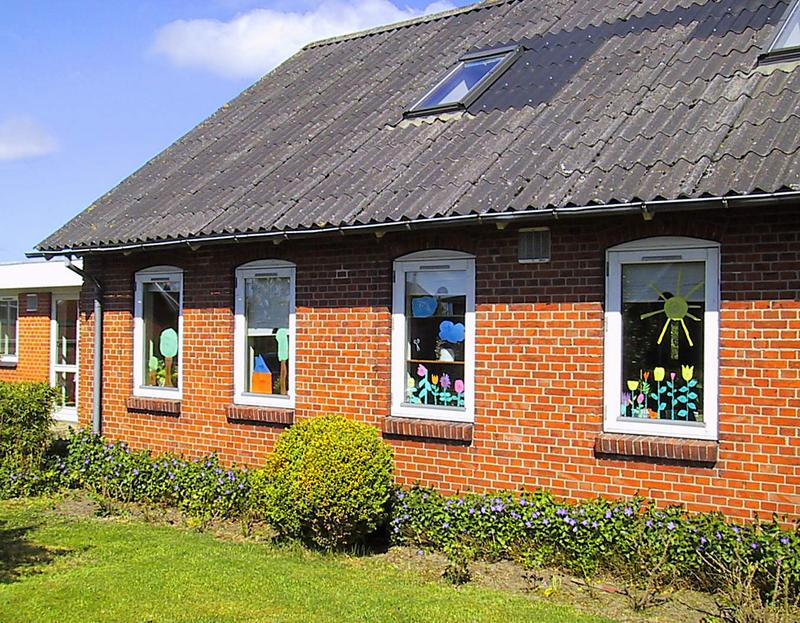
Un jardin d'enfants à Vammen, dans la commune de Viborg (2002)

Cet article fournit des informations sur le système éducatif au Danemark.
Le Danemark fait d'énormes investissements dans l'éducation et prend un grand soin de ses enfants.

## Caractéristiques du système éducatif danois
Les terrains de jeux pour les enfants se trouvent partout au Danemark, le châtiment corporel est interdit. L'éducation pratique est valorisée à un très jeune âge (les élèves nettoient leurs classes).
Les jeunes sont responsabilisés très tôt : bourses d'études et aide au logement leur permettant de quitter le foyer familial (souvent aidés par la relative bonne santé des finances parentales) et encouragés à prendre des initiatives personnelles au cours des études et dans les activités périscolaires.
Grand nombre de Danois participent à des formations continues et à des cours du soir en partie financés par l'état, en partie financés par certaines entreprises qui encouragent la formation continue de leurs salariés.
Les élèves sont peu nombreux par classe, la lutte contre l'échec scolaire est considérée comme très importante (vu la petitesse du pays). 
Pour enseigner à l'école primaire (Folkeskole), les enseignants se spécialisent dans un profil littéraire ou un profil scientifique. 
Le taux d'alphabétisation est de 100 % et le pourcentage d'élèves admis dans le secondaire est l'un des plus élevés d'Europe [Quoi ?]. Les professeurs disposent de beaucoup de moyens. À cela s'ajoutent quatre types d'écoles d'appoint : 
- les ungdomskoler (municipales) qui encouragent la pluridisciplinarité en encourageant par exemple l'apprentissage de langues étrangères ou des pratiques culturelles (yoga, photo…) ;

- les folkehøjskoler (universités populaires), inspirées par les idées de Nikolai Frederik Severin Grundtvig, sont des écoles ouvertes pendant les vacances, généralement à la campagne où les personnes de tous âges sont invitées à pratiquer une activité de leur choix dans le cadre d'ateliers favorables à la rencontre et à l'échange : par exemple philosophie, menuiserie, kayak, photo, sport… Les frais peuvent être partiellement pris en charge par l'État. De fait, les Danois ont souvent un fort potentiel de pluridisciplinarité qui encourage l'imagination et l'innovation d'une part et la flexibilité de leur potentiel d'autre part ;

- les aftenskoler, écoles du soir, généralement privées, fréquentées par près d'un million de Danois (sur les cinq millions que compte le Danemark) ;

- les dagskoler, écoles de formation continue, fréquentées par les actifs et les demandeurs d'emploi.

Le Danemark investit beaucoup dans la recherche et ses universités sont d'excellente qualité. Les dépenses du gouvernement en matière d'éducation correspondent à 15,4 % du PIB.
Les immigrés doivent passer des tests de langue danoise et de culture danoise pour prolonger leur permis de séjour, si bien que nombreux sont ceux qui participent aux cours du soir. La politique de l'immigration est très stricte. Les candidats à l'immigration doivent démontrer leur capacité à s'insérer dans la société et à subvenir à leurs besoins.

## Enseignement mutuel
Dans la première moitié du XIXe, le Danemark est un des pays pionniers de l'enseignement mutuel. Sur l'initiative de Joseph Abrahamson, pédagogue proche du roi Frédéric IV, une première école mutuelle est ouverte en 1819, puis 13 en 1821. Finalement, cette méthode tombe peu à peu en désuétude mais conservera une certaine influence sur l'éducation danoise.

### Liens connexes
- Folkeskole